# Río Valdeinfierno
El Valdeinfierno es un río de muy corto recorrido situado en el centro de la provincia de Granada, comunidad autónoma de Andalucía, España, término municipal de Güéjar Sierra, por el que en todo momento discurre, incardinado en pleno Parque nacional de Sierra Nevada.

## Toponimia
Según escribe en el año 1600 Luís Mármol, el nombre Valdeinfierno (Valle del Infierno) ya era usado por los árabes para designar a este lugar, al que llamarían Hofarat Gihena.

## Geografía física
Nace en el Corral del Valdeinfierno, bajo los tajos del Cerro de los Machos (3.324 m s. n. m.) y la cuerda de los Crestones de Río Seco, cuyas altitudes superan los 3100 m s. n. m. En estos corrales existen dos recónditos lagunillos de origen morrénico, llamados Lagunillos del Valdeinfierno o del Cardeal, por llamarse así la chorrera que del inferior de ellos mana, la cual como se verá es el auténtico origen de este río. Prácticamente sólo son visibles estos lagunillos desde la cumbre del Cerro de los Machos y desde el Otero o Mirador de Ferrer, que es un contrafuerte rocoso que partiendo desde los mencionados crestones separa a este corral del de la Laguna Larga; el primero de dichos lagunillos carece de emisario y suele secarse en veranos cálidos, mientras que el de menor altitud permanece activo durante el estío, dando lugar a la aludida chorrera.
No obstante, por su mayor caudal, suele considerarse que el nacimiento de este río se encuentra en la chorrera que asimismo fluye de la Laguna de la Gabata, la cual está situada bajo la Laguna Larga en el vecino corral conformado por el Otero de Ferrer, por el Oeste, los Crestones de Río Seco y el Puntal de la Caldera, por el Sur, y por Juego de Bolos, por el Este. En tal caso, la aludida Chorrera Cardeal no sería sino el primer afluente del Valdeinfierno por su margen izquierda.
La Laguna Larga es la segunda de mayor capacidad de Sierra Nevada, tras la de las Yeguas (si bien esta actualmente está convertida en embalse) y, como su propio nombre indica, es la más larga de todas. Está situada a una altitud de 2.785 m s. n. m. y es cerrada, aunque drena subterráneamente hacia la cercana Laguna de la Gabata o Chica (2.775 m s. n. m.) que, situada al oeste de la Larga, también es de origen glacial y cuenta con el emisario que da lugar a la Chorrera de Laguna Larga. Ahora bien, según refiere Simón de Rojas Clemente en el año 1804, este emisario no es natural sino que fue excavado a finales del siglo XVIII o principios del XIX para desaguar esta laguna y aumentar así el caudal del Río Genil, debido a una fuerte sequía que motivó que el Genil no cubríese las necesidades de la Vega de Granada en los meses previos a la realización de dicha obra.
Así pues y de acuerdo con el Padre Ferrer, se debe concluir que el río Valdeinfierno arranca en realidad del corral de su nombre y discurre en dirección NNE por entre el Tajo de los Machos, el Collado de Veta Grande, la Solana del Cardeal y la Arista de los Cuernos, que constituyen en la cabecera su margen izquierda, seguidamente recibe al primer y más relevante afluente de este mismo margen izquierdo, el Barranco Malo, y tras éste es la Loma del Lanchar su margen izquierda; mientras que por la derecha, es la Loma de Casillas la que constituye esta margen, que finaliza en la Majada del Palo, lugar donde confluye este río con el Río Valdecasillas, que viene por su derecha, al otro lado de dicha majada, conformando ambos desde aquí el Río Real. Aguas abajo, el Real se une con el río Guarnón, procedente del Corral del Veleta, y a partir de este punto se le conocerá como río Genil.
Finalmente, constituye la margen derecha del Valdeinfierno, en la cabecera, el Otero de Ferrer, seguidamente recibe por esa misma margen la citada Chorrera de Laguna Larga y después la Chorrera de Juego de Bolos, desde donde es la Loma de Casillas su margen derecha, como se ha expuesto.

## Aprovechamientos económicos
Extinta actualmente la actividad minera, otrora frecuente, carece este empinadísimo y sobrecogedor valle de aprovechamientos vigentes. La actividad ganadera, particularmente en periodo estival, es la única clase de explotación actual, predominando el ganado vacuno y, en menor medida, el caprino, pero únicamente en las partes más bajas de su recorrido, debido a lo abrupto del terreno y a que en las partes superiores el terreno está constituido fundamentalmente por micasquistos y derrubios muy sueltos, lo que no favorece la proliferación de vegetación, salvo en las altiplanicies que albergan tanto al lagunillo inferior del Valdeinfierno como a las lagunas Larga y Gabata, cuyos borreguiles estivales constituyen una auténtica delicia, aprovechada para pacer por grupos de la salvaje cabra montés.